# Townland
Un townland  (irlandais : baile fearainn; Scots d'Ulster : toonlann) est une petite division géographique des terres utilisée en Irlande.
Le système des townlands est d'origine gaélique, antérieur à l'invasion normande,,, et la plupart ont des noms d’origine gaélique irlandais.
Cependant, certains noms et limites de townlands viennent de seigneuries normandes, de divisions de l'époque des plantations, ou des créations ultérieures de l'Ordnance Survey.
Le nombre total de townlands habités était de 60 679 en 1911.
Le nombre total reconnu par la base de données Irish Place Names en 2014 s'élevait à 61 098, si on comprend les townlands inhabités, principalement de petites îles.

## Contexte

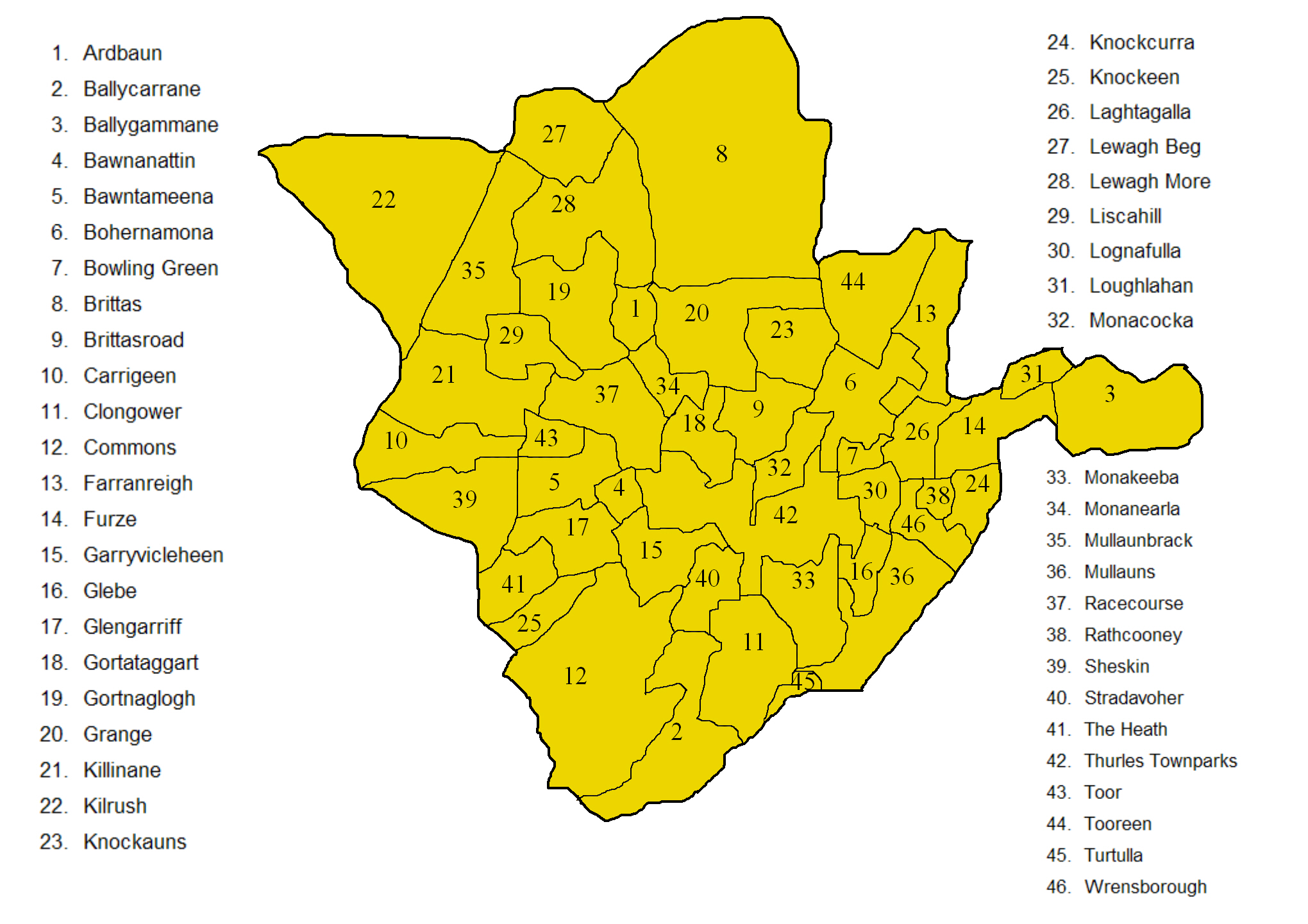
Carte montrant les townlands de la paroisse civile de Thurles, comté de Tipperary.

Les towlands de Thurles sont typiques : ils ont des formes et des tailles très variables avec des frontières irrégulières et forment un patchwork sur la campagne. Les townlands ont une superficie moyenne de 64 ha.
En Irlande, un townland est généralement la plus petite division administrative de terres, bien que quelques grandes métropoles soient encore divisées en hundreds.
Le concept de townland est basé sur le système de division gaélique des terres. Des preuves officielles de l'existence de ce système de division terrestre gaélique se trouvent dans des registres paroissiaux antérieurs au XIIe siècle. Dans les années 1600, ils ont commencé à être cartographiés et définis par l'administration anglaise dans le but de confisquer des terres et de les attribuer à des investisseurs ou à des planteurs (colons) de Grande-Bretagne.

### Étymologie
Le terme « townland » en anglais est dérivé du vieil anglais « tun », désignant une enceinte. Ce terme décrit la plus petite unité de division foncière d'Irlande, basée sur diverses formes de division foncière gaélique, dont beaucoup portaient leur propre nom.
Le terme baile, anglicisé en bally, est l'élément le plus utilisé dans les noms de villes irlandaises.
Aujourd'hui, le terme bally désigne un établissement urbain mais sa signification précise, pour l'Irlande ancienne, n’est pas claire car les villes n’avaient pas leur place dans l’organisation sociale gaélique.
Le terme irlandais moderne désignant un townland est baile fearainn (au pluriel: bailte fearainn). Le terme fearainn signifie terre, territoire, quartier.
Les Normands ne laissèrent aucune trace majeure dans les noms de townlands, mais ils en adaptèrent certains pour leur propre usage, voyant probablement une similitude entre le baile gaélique et le bailey normand, ce qui correspondait à une assimilation.

### Divisions historiques du territoire et étymologie

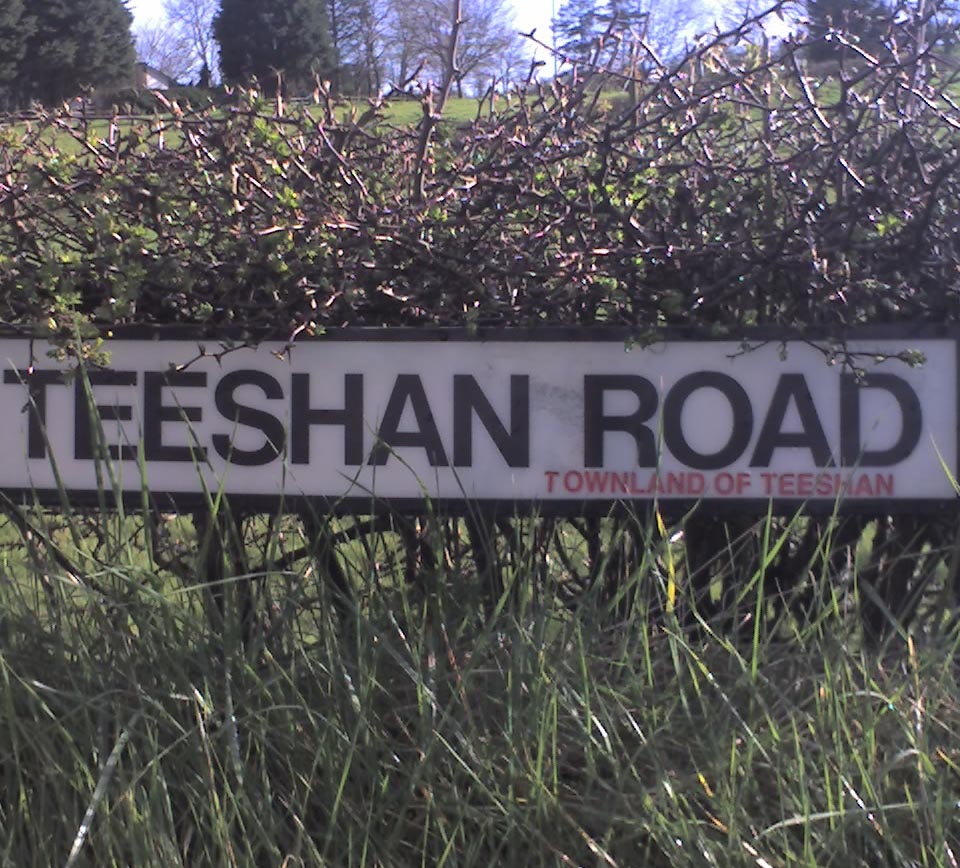
Panneau de signalisation dans le comté d'Antrim, en Irlande du Nord, notant que cette partie de la route se situe dans la ville de Teeshan.

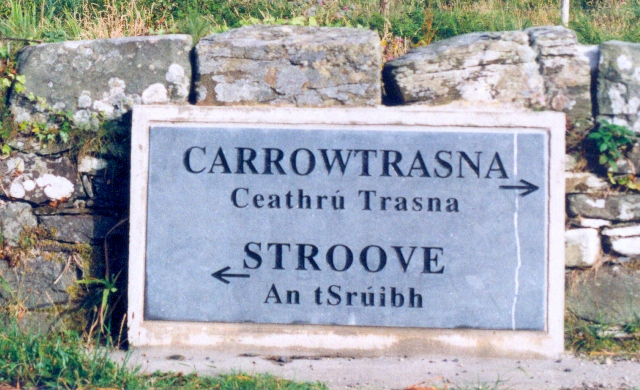
Marqueur de limite de townland (rare) à Inishowen, Comté de Donegal.

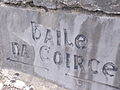
Signalisation de village irlandais pour Baile na Coirce (Ballycuirke), Moycullen, comté de Galway, townland de Gaeltacht.

Presque toutes les zones urbaines d'Ulster, s'appelaient ballyboes (irlandais : baile bó, signifiant "terre à vaches"), et représentaient une zone de valeur économique pastorale. Dans le comté de Cavan, des unités similaires étaient appelées polls et dans les comtés Fermanagh et Monaghan, ils étaient connus sous le nom de tates ou tath's,,.
Ces noms semblent être d'origine anglaise, mais ont été naturalisés bien avant 1600.
Dans les noms de villes modernes, le préfixe  pol-  est largement répandu dans l'ouest de l'Irlande, son sens accepté étant trou ou creux.
Dans le comté de Cavan qui contient plus de la moitié de tous les townlands d'Ulster avec le préfixe Pol, certains devraient probablement être mieux traduits par creux de ....
Les villes modernes avec le préfixe tat- sont confinées presque exclusivement dans le diocèse de Clogher qui comprend les comtés de Fermanagh et de Monaghan, et dans la baronnie de Clogher, dans le comté de Tyrone et ne peuvent être confondus avec aucun autre mot irlandais.
Dans le comté de Tyrone, la hiérarchie suivante des divisions foncières était utilisée : "ballybetagh" (irlandais : baile biataigh, signifiant "le lieu de victualler"), "ballyboe", "sessiagh" (irlandais : séú cu, qui signifie sixième partie d'un quartier), "gort" et "quart" (irlandais : ceathrú).
Dans le comté de Fermanagh, les divisions étaient "ballybetagh", "quarter" et "tate". D'autres subdivisions dans le comté de Fermanagh semblent être liées à des mesures liquides ou céréalières telles que « gallons », « pots » et « pintes ».
En Ulster, le ballybetagh était l’unité territoriale contrôlée par un sept irlandais qui comptait généralement environ 16 townslands. La fragmentation des ballybetaghs a abouti à des unités composées de quatre, huit et douze townlands. L'une de ces unités fragmentées, le "quartier", représentant un quart d'un ballybetagh, fut la dénomination foncière universelle enregistrée lors de l'enquête effectuée dans le comté de Donegal en 1608. Au début du XVIIe siècle, 20% de la superficie totale de l’Ulster occidental étaient sous le contrôle de l’église. Ces terres "termon" se composaient également de ballybetaghs et de ballyboes mais étaient détenues par des erenaghs au lieu de propriétaires de sept.
Les autres unités de division du territoire utilisées dans l’ensemble de l’Irlande comprennent :
- Dans le comté de Tipperary,les  "capell lands" et "quatermeers". Une "terre de capell" consistait en environ 20 acres (un acre équivalait à 20 acres en anglais)[12].
- Dans la province de Connacht, "quarts" et "cartouches" (irlandais : ceathrú mír, également anglicisées comme "carrowmeer"), un quart étant compté comme quatre cartouches, et chaque cartouche étant 30 acres[12]. Le quartier a également été anglicisé comme "carrow", "carhoo" ou "caracute" (irlandais : ceathrú cuid)[12].
- Dans le comté de Clare, comme dans le Connacht, "quarts", "demi-quarts" (irlandais : leath-ceathrú), "cartouches" et "sessiagh". Ici, un "demi-quart" équivaut à environ 60 acres, un "cartouche" à environ 30 acres et un "sessiagh" à environ 20 acres[12].

Les "cartouches" sont aussi parfois appelées "ploughlands" ou "seisreagh" (irlandais : seisreach, ce qui signifie un équipage de chevaux attelés à une charrue).
Thomas Larcom, le premier directeur de l'Ordnance Survey Ireland, a réalisé une étude des anciennes divisions territoriales irlandaises et a résumé la hiérarchie traditionnelle des divisions territoriales comme suit, :
  10 acres - 1 Gneeve; 2 gneeves - 1 sessiagh; 3 Sessiaghs - 1 Tate ou Ballyboe; 2 Ballyboes - 1 Ploughland, Seisreagh ou Carrow; 4 Ploughlands - 1 Ballybetagh ou Townland; 30 Ballybetaghs - Triocha Céad ou Barony.  
Cette hiérarchie n'a pas été appliquée uniformément en Irlande. Par exemple, un ballybetagh ou un townland pourrait contenir plus ou moins de quatre ploughlands. Une confusion supplémentaire survient lorsque l'on prend en compte le fait que Larcom a utilisé le terme général "acres" dans son résumé, termes tels que "grandes acres", "grandes acres" et "petites acres" ont également été utilisés dans les enregistrements.
En 1846, Larcom remarqua que les "grandes" et "petites" acres n'avaient pas de valeur fixe, de rapport entre elles et qu'il y avait divers autres types d'acre en usage en Irlande, y compris l'acre irlandaise, l'acre anglaise, l'acre de Cunningham, l'acre de plantation et l'acre statutaire,.
Les cartes de l'Ordnance Survey ont utilisé la mesure de l'acre statutaire.
La qualité et la situation de la terre ont affecté la taille de ces acres. L'acre de Cunningham est indiqué comme intermédiaire entre les acres irlandaise et anglaise.
Un grand nombre de ces termes de division des terres ont été conservés sdans les noms de landlands modernes. Par exemple, le terme "cartouche" dans ses formes anglaise et irlandaise a été conservé dans les noms de ville de Carrowmeer, Cartron et Carrowvere, tandis que le terme "sessiagh" est conservé dans les noms Shesia, Sheshodonell, Sheshymore et Shessiv. Les termes "ballyboe" et "ballybetagh" ont tendance à être conservés sous la forme tronquée de "bally" comme préfixe de certains noms de townland, tels que Ballymacarattybeg près de Poyntzpass, comté de Down. Des termes moins connus de la division terrestre peuvent être trouvés dans d'autres noms de townlands tels que Coogulla (irlandais : Cuige Uladh, "la cinquième d'Ulster"), Treanmanagh (irlandais : an train meánach, "le troisième milieu") et Dehomade (irlandais : an deichiú méid, "la dixième partie").
Un problème avec le terme "bally" dans certains noms de townland est qu'il peut être difficile de faire la distinction entre les termes irlandais "baile" signifiant "townland" et "béal átha" signifiant "approche d'un gué". Un exemple de ce dernier est Ballyshannon, Comté de Donegal, dérivé de  Béal Átha Seanaidh .

### Taille et valeur
La superficie moyenne d'un townland est d'environ 325 acres (132 ha) mais leur taille varie beaucoup. Selon l'étude de 1861 de William Reeves, le plus petit était Old Church Yard, près de Carrickmore, dans la paroisse de Termonmagurk, comté de Tyrone, de 0,625 acres (0,25 ha), et le plus grand, de 7 555 acres (3 057 ha), est Fionnán (aussi appelé Finnaun) dans la paroisse de Killanin, comté de Galway ,, .
En fait, le bourg de Clonskeagh, dans la baronnie de Uppercross (contigu au bourg principal Clonskeagh dans le baronnie de Dublin) n’était que de 0,3 acres (0,12 ha), bien que la zone soit maintenant urbanisée, les townlands ne sont donc pas utilisés et leurs limites sont incertaines.
Le ballyboe, unité urbaine située dans l'Ulster, a été décrit en 1608 comme contenant 60 acres de terres arables, de prairies et de pâturages. Cela était toutefois trompeur, car la taille des agglomérations gaéliques variait en fonction de leur qualité, de leur situation et de leur potentiel économique,. Ce potentiel économique variait de l'étendue des terres nécessaires pour faire paître le bétail aux terres nécessaires à l'existence de plusieurs familles. La densité la plus élevée d'unités de townlands enregistrée en Ulster en 1609 correspond aux secteurs ayant les plus fortes valeurs dans les années 1860.
Il semble que de nombreuses zones [de landes] n'aient été divisées en zones urbaines que récemment. Ces régions étaient "jadis partagées comme pâturages d'été communs par les habitants de toute une paroisse ou d'une baronnie".

## Utilisation historique
Jusqu'au XIXe siècle, la plupart des terrains urbains appartenaient à un seul propriétaire et étaient occupés par plusieurs locataires. La taxe, utilisée pour financer les travaux routiers et autres dépenses locales, a été imputée au même taux sur chaque ville d'une baronnie, quels que soient sa taille et sa capacité de production. Ainsi, les occupants d’une ville urbaine petite ou pauvre ont souffert par rapport à ceux de villes urbaines plus grandes ou plus fertiles. Ceci a été réformé par l'Évaluation de Griffith.

### Irish Ordnance Surveyet standardisation
Au cours du XIXe siècle, la division irlandaise de l'Ordnance Survey a créé une vaste série de cartes d'Irlande à des fins fiscales. Ces cartes documentaient et normalisaient les limites de plus de 60 000 townslands d'Irlande. Le processus impliquait souvent de diviser ou de fusionner les agglomérations existantes et de définir les limites de celles-ci dans des zones telles que la montagne ou la tourbière qui se trouvaient auparavant en dehors du système de l'agglomération.
De légers ajustements sont encore nécessaires. Il y en avait 60 679 en 1911, à mettre en rapport avec 60 462 townlands en 1901.

### Utilisation actuelle

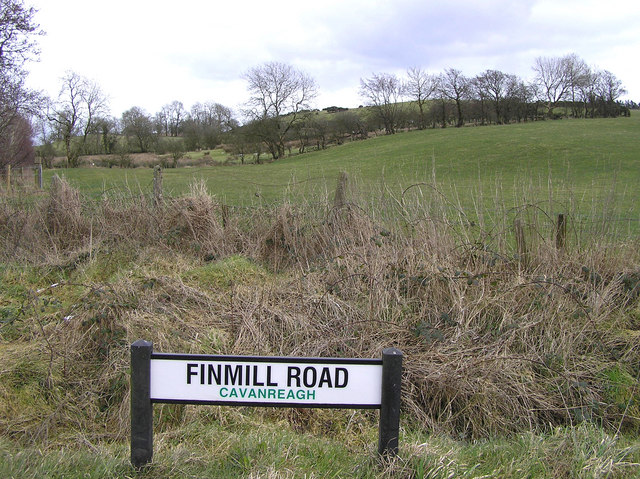
Panneau de signalisation typique du comté de Tyrone, notant que cette partie de la route traverse la ville de Cavanreagh

Les townlands constituent le fondement des unités administratives de niveau supérieur telles que les paroisses et les divisions électorales de districts (en république d'Irlande) ou quartier (politique) (en Irlande du Nord).
Avant 1972, les townlands figuraient sur toutes les adresses postales rurales de l'île, mais le Royal Mail a décidé que l'élément townland de cette adresse était obsolète en Irlande du Nord. Les noms de communes n'ont pas été interdits mais considérés comme des "informations superflues" et il a été demandé aux personnes concernées de ne pas les inclure dans les adresses. En réponse, la Townlands Campaign est née pour protester contre les changements. Elle a été décrite comme un "effort communautaire « au ras du sol »". Se déroulant au milieu de The Troubles, la campagne fut un exemple rare d’unité entre catholiques et protestants, nationalistes et unionistes.
Les townlands et leurs noms "semblent avoir été considérés comme une ressource et un patrimoine partagés".
Les personnes impliquées dans la campagne ont affirmé que, dans de nombreuses régions, les habitants sont encore fortement identifiés à leurs terres et cela leur donne un sentiment d'appartenance. Les modifications de la Royal Mail ont été perçues comme une rupture de ce lien.
À l'époque, les conseils de comté étaient les organes gouvernementaux chargés de valider le changement. Cependant, alors que le gouvernement local lui-même était en pleine mutation, la décision du « Royal Mail » fut "autorisée à devenir loi presque par défaut".
Le comté de Fermanagh est le seul comté d'Irlande du Nord qui a réussi à résister complètement au changement.
Néanmoins, de nombreux nouveaux panneaux routiers dans certaines parties de l’Irlande du Nord indiquent désormais les noms de townland (voir photo). En 2001, l'Assemblée d'Irlande du Nord a adopté une motion demandant aux ministères d'utiliser les adresses de villes dans la correspondance et les publications.
En république d’Irlande, les townlands continuent d’être utilisés pour les adresses. En 2005, le Département des communications, de l’énergie et des ressources naturelles a annoncé l’introduction d’un système de code postal (voir : adresses postales de la république d’Irlande). Le système, connu sous le nom de Eircode, a été introduit en 2014, mais il est toujours peu utilisé en 2016. Les townlands demeurent les identificateurs d'adresses prédominants dans les zones rurales. [réf. nécessaire]